# Tilmann Waldthaler

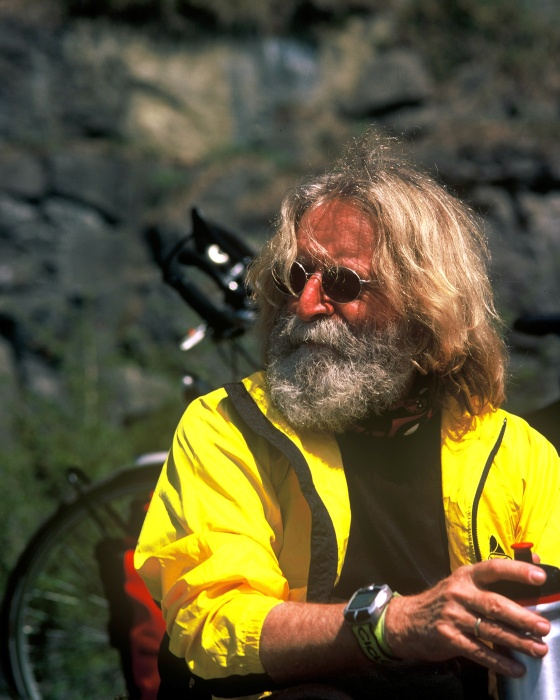
Tilmann Waldthaler 2003
bei Santiago de Chile während
seiner Alaska-Patagonien-Tour

Tilmann Waldthaler (* 24. März 1942 in München) ist ein italienisch-australischer Weltenbummler deutscher Herkunft, Autor und Amateurfotograf sowie Lese- und Vortragsreisender, der auch als Werbeträger für die Fahrradindustrie und für Outdoor-Ausrüster bekannt geworden ist.
Er unternahm ab seinem 35. Lebensjahr mehr als ein Dutzend große Reisen mit dem Fahrrad, legte bei diesen und anderen Touren nahezu 500.000 Kilometer zurück und besuchte dabei über 140 Länder der Erde. Bei seiner zweiten Weltreise in den 1980er-Jahren begann er, für Zeitschriften Reiseberichte zu verfassen. Seit 1989 veröffentlichte er ein gutes halbes Dutzend seiner Erlebnisberichte sowie mehrere Radreiseführer über seine Heimat als Buch.
Der in Südtirol aufgewachsene frühere Koch lebt seit langer Zeit in Australien und nahm auch dessen Staatsbürgerschaft an.

## Herkunft
Waldthaler stammt aus sehr armen Verhältnissen und kam während des Zweiten Weltkriegs als Sohn eines Südtirolers und einer Deutschen in München zur Welt. Er hat noch zwei ältere Schwestern und einen älteren Bruder. Die Familie wurde ausgebombt und zog daraufhin nach Italien zu Verwandten des Vaters, der schon bald verstarb. Waldthaler war vierzehn. Nur zwei Jahre später, im Alter von sechzehn, verlor er auch noch seine Mutter. Er zog daraufhin zunächst nach Wien zu seiner ersten Schwester, deren Ehemann zum Vormund bestellt worden war. Nach dem Ende der Schulzeit lernte er aufgrund der bescheidenen wirtschaftlichen Verhältnisse in der Nähe Wiens Konditor, obwohl er eigentlich hatte studieren wollen. Anschließend ging er in die Schweiz, wo die zweite Schwester mit ihrem Mann ein Restaurant betrieb, und lernte dort Koch.

Zu seiner Berufswahl sowie dem frühen Drang zum Reisen stellte er 2008 mit Bezug auf das früh verlorene Elternhaus im Radio-Interview rückblickend fest:

„Denn zu Hause hatte man mir immer gesagt, dass man als Koch oder Konditor immer und überall arbeiten und dabei die Welt kennenlernen könne. Und so habe ich dann Konditor gelernt. (…) Anschließend (…) habe ich dann noch Koch dazugelernt. (…) Danach habe ich mir gesagt: ‚ So, essen muss jeder und ich kann kochen! (…) Also, los geht's in die Welt! ‘ Von der Schweiz aus ging ich gleich einmal nach Südafrika. Das war so quasi mein erster Aufenthalt im Ausland.“

Fünf Jahre später, 2013, sagte er zum gleichen Thema in einem weiteren Radio-Interview:

„Ich bin als Vogel, der nicht fliegen konnte, aus dem Nest gefallen. Meine Eltern sind sehr früh gestorben, ich hatte keine Verpflichtung (…), und das war natürlich für mich als Kind sehr traurig und hart, aber: je älter ich geworden bin, hab' ich mir dann gedacht, war das gar nicht so schlecht, dass es mir so passiert ist.“

Auf diese Weise arbeitete und reiste Tilmann Waldthaler nach seinen Ausbildungen in Österreich und der Schweiz bereits vor seinen Fahrradweltreisen abseits der Südtiroler Heimat in den Ländern Frankreich, Südafrika, Simbabwe, Kanada sowie Australien und sagte dazu abschließend:

„Und wenn ich genügend Geld hatte, bin ich nach Südostasien, bin herumgereist mit dem Rucksack, war im Pazifik – ich war schon immer sehr viel unterwegs.“

## Weltreisen
Weihnachten 1974 arbeitete Waldthaler in Darwin und erlebte den Zyklon Tracy, der die Stadt im Norden Australiens weitgehend zerstörte. 1975 begegnete er auf der Autofahrt zu einer neuen Arbeitsstelle mitten in der australischen Wüste einem schwer bepackten belgischen Weltumradler, was ihn derart beeindruckte, dass er sich entschloss, es diesem gleichzutun und seinem Leben eine neue Wendung zu geben. Ohne Familie oder andere schwerwiegende Bindungen verkaufte er sein Auto zugunsten eines sehr teuren, maßangefertigten Reiserades, das ihm der belgische Bekannte empfohlen und besorgt hatte.
Damit reiste er ab 1977 zunächst durch die australischen Wüsten nach Neuseeland, um einen Job auf Antarktika zu finden. Er arbeitete vier Monate in der Kantine der US-amerikanischen McMurdo-Station auf der Ross-Insel. Erst kurz vor der Überfahrt ließ er den Plan fallen, sein teures Gefährt mit ins ewige Eis zu nehmen, um auf der wenige Kilometer langen Straße zur neuseeländischen Scott Base radeln zu können. Danach führte ihn seine erste ganz große Tour 1977 bis 1981 von der Südspitze Neuseelands bis nach Spitzbergen in Norwegen über rund 55.000 Kilometer.
Begeistert von seinen Erfahrungen brach er umstandslos zu einer neuen Tour vom Nordkap nach Süden auf. Diese endete 1985 nach 28.000 Kilometern nicht wie geplant am Kap der guten Hoffnung, sondern schon in Togo. Dort lebte und arbeitete er eineinhalb Jahre in einem kleinen, vom Voodoo geprägten Dorf und kehrte schließlich nach Europa zurück.
Wichtiges hatte sich schon bald nach dem Aufbruch Richtung Afrika in Reutlingen ereignet: Beim Zeitschriftenkauf war er auf die zufällig ortsansässige Redaktion der jungen Fahrradzeitschrift Tour aufmerksam geworden. Durch nach eigener Darstellung nachdrückliches Auftreten kam es zu einem langen Gespräch mit dem neuen Chefredakteur Carlson Reinhard und in dessen Ergebnis Anfang 1982 zur ersten Publikation seiner Abenteuer in Form einer dreiteiligen, insgesamt 15-seitigen Artikelserie, obwohl es von seiner ersten vier Jahre währenden Weltreise nur insgesamt 45 Bilder gab. Im Laufe dieser neuen Karriere als Autor veröffentlichte Waldthaler seit 1984 bisher siebzehn Bücher, darunter mehrere Fahrradreiseführer für Südtirol.
Noch zwei weitere Reisen führten ihn mit 30.000 (von Alaska bis Feuerland) und 35.000 Kilometern (Äquator) über derart große Entfernungen, während sieben „kleinere“ Touren mit Distanzen zwischen 4.000 und 8.000 Kilometern in Europa, Afrika, Asien (zweimal) und Australien (dreimal) die Gesamtlänge seiner Touren nach eigenen Angaben auf bisher „so über den Daumen gerechnet“ 460.000 Kilometer komplettierten. Insgesamt bereiste Tilmann Waldthaler bisher 143 Länder.

Im Mai 2010 startete Waldthaler vom Nordkap aus zu seiner – damals so angekündigten – letzten großen Tour, die ihn in Gegenrichtung zu seiner ersten großen Tour fast 30 Jahre zuvor zunächst von Norwegen aus rund um die Ostsee nach Weil am Rhein brachte und anschließend weiter nach Neuseeland führte, das er 2012 im Alter von dann 70 Jahren erreichen wollte. Dazu schrieb er auf seiner Webpräsenz: 

„Nach meiner Ankunft in Neuseeland kann ich auf 35 wunderbar verradelte Jahre zurückblicken. Zu diesem Zeitpunkt wird sich der Kreis des Rades schließen, der sich 1977 am südlichsten Zipfel von Neuseeland für mich geöffnet hatte.“

Nach einer in Australien zu Hause verbrachten Winterpause und einer kurzen Aufwärmtour in Deutschland brach Waldthaler im April 2011 von Basel aus über den Balkan in Richtung Istanbul auf. Von dort erreichte er im Verlauf mehrerer Monate über Indien und Südostasien Singapur, um erneut den Jahreswechsel daheim zu verbringen. Er beendete die Reise wie geplant im März 2012 in Invercargill in Neuseeland.
Etwas anders als drei Jahre zuvor vielleicht noch zu verstehen unternahm Waldthaler 2013 im australischen Winter eine weitere große Tour über den Savannah Way und die Gibb River Road in Australiens Norden. Sie führte ihn über rund 4000 Kilometer von seinem Heimatort Cairns nach Broome. Über diese Reise „einmal oben rüber“ entstand ein weiters Buch. Auch danach beendete er keineswegs sein Radwanderdasein, sondern brach 2014 zu einer Umrundung seines neuen Heimatkontinents Australien auf. Diese führte er jedoch in Etappen durch, also mit Unterbrechungen, etwa für seine Vortragsreisen im europäischen Winter.

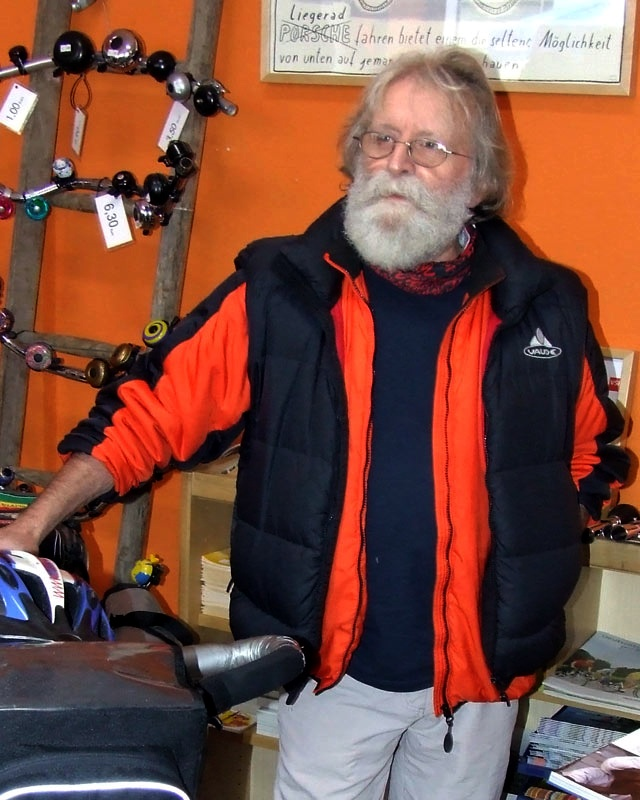
Tilmann Waldthaler 2010
bei einer Veranstaltung in Osnabrück
kurz vor Beginn seiner letzten Weltreise

Am 16. September 2016 schließlich hängte er im Alter von 74 Jahren – wie er es auf seiner Internetpräsenz ausdrückte – „alle Tätigkeiten zum Thema Soloreisen mit dem Fahrrad (…) an den Nagel“, um sich „mit der Zusammenfassung meines Lebens“ in Form von Buch und Video zu befassen.

## Extremsport
Waldthaler wird von außen häufig als Person dargestellt, die Extremes geleistet hat, so etwa durch die Deutsche Nationalbibliothek als „Extremradfahrer“. Auch wird er in Anlehnung an seinen weltberühmten Südtiroler Landsmann als „Reinhold Messner der Mountainbike-Globetrotter“ bezeichnet. Er selbst grenzte sich jedoch von dieser Rezeption im Interview ab und legte Wert darauf, sich nie unter Zeitdruck gesetzt zu haben:

„Unterwegs habe ich mir die Zeit geschenkt, das heißt ich habe nicht um ein bestimmtes Pensum kämpfen müssen. (…) Ich habe so etwas nie gemacht, ich habe mich nie vergewaltigt in diesem Sinne. Ich bin immer mit der Natur gefahren.“

## Persönliches
Nach einer Kindheit ohne Geld für eine höhere Bildung lernte Tilmann Waldthaler durch seine Weltreisen neben Deutsch auch Englisch, Französisch, Italienisch und Spanisch sowie, wie er selbst betont, „die Sprache, die wir alle kennen, nämlich die wunderbare Körpersprache“. Außerdem wurde er bereits vor seiner Karriere als Weltenbummler Vegetarier.
Bedeutsam für sein Leben waren die unverhofften Begegnungen mit prominenten Persönlichkeiten auf seiner ersten Weltreise: Bob Marley kam er besonders nahe, denn dieser nahm auf seiner Welttournee mit den Wailers zufällig den gleichen Flug von Neuseeland nach Australien und ein Sitzplatz neben ihm war frei, woraufhin es zu einem langen persönlichen Gespräch kam; Indira Gandhi begegnete er während des langen Aufenthaltes in Indien; er traf auch noch Bob Dylan und am Ende der Reise arbeitete er 1981 als Koch im Filmteam Max von Sydows, der auf Spitzbergen den Oscar-nominierten Film Der Flug des Adlers drehte.
Anfang der 1980er Jahre lernte Waldthaler während der zweiten Weltreise seine heutige Frau Renate kennen, eine Diepholzerin, die zu seiner Überraschung – als Frau in der nordafrikanischen Wüste – ebenfalls allein mit dem Fahrrad unterwegs war. Er begleitete sie ein Stück und verbrachte dann über ein Jahr in einem Dorf in Westafrika, während sie drei Jahre in Ruanda als Krankenschwester arbeitete. Später, nach ihrer Rückkehr nach Europa, lud er sie zu sich ins Sarntal ein und, nach intensivem Kennenlernen durch die gemeinsame Nil-Reise, blieb sie schließlich dort. Nach zwei gemeinsamen Jahrzehnten in Südtirol wanderte das Paar 2003 nach Australien aus, wo Renate erneut als Krankenschwester lange Zeit bei Aborigines arbeitete.
Waldthaler selbst hält sich für seine Vortragsreisen sowie die Arbeit mit Sponsoren und Verlagen während des australischen Sommers häufig in Europa auf, bezeichnet sich aber grundsätzlich als „Mensch, der die Wärme liebt“. Er besitzt die italienische und die australische Staatsbürgerschaft und lebt seit 2005 mit seiner Frau in Cairns im tropischen Norden Australiens.

## Tourenüberblick
Im Verlauf von vier Jahrzehnten brach Tilmann Waldthaler zu über einem Dutzend großer Fahrradreisen auf:
| Zeitraum  | Distanz    | Bezeichnung                                                     | Technik                                               | Finanzierung                        |
| --------- | ---------- | --------------------------------------------------------------- | ----------------------------------------------------- | ----------------------------------- |
| 1977–1981 | 55.000 km  | Von der Antarktis bis in die Arktis („Solo zwischen den Polen“) | Randonneur (Maßanfertigung) Lucien Crahay; Campagnolo | Arbeit als Koch und Konditor        |
| 1981–1985 | 28.000 km  | Vom Nordkap bis zu den Medizinmännern in Afrika                 | Randonneur Lucien Crahay; Campagnolo                  | Arbeit als Koch und Konditor        |
| 1986–1986 | 04.000 km  | Die Zentralgebirge-Tour                                         | Mountainbike Bianchi                                  | Arbeit als Koch und Konditor        |
| 1987–1988 | 06.000 km  | Die Nil-Reise                                                   | Mountainbike Kettler; Shimano                         | Arbeit als Konditor, erster Sponsor |
| 1989–1992 | 35.000 km  | Die Äqua-Tour                                                   | Mountainbike Kettler; Shimano                         | Arbeit als Publizist, Sponsoren     |
| 1994–1994 | 06.000 km  | Quer durch Australien                                           | Mountainbike Kettler; Shimano                         | Arbeit als Publizist, Sponsoren     |
| 1995–1995 | 04.500 km  | Rund um die 14 Achttausender der Erde                           | Mountainbike Kettler; Shimano                         | Arbeit als Publizist, Sponsoren     |
| 1997–1998 | 07.400 km  | Bike Camel Bike                                                 | Mountainbike Kettler; Shimano                         | Arbeit als Publizist, Sponsoren     |
| 2001–2003 | 30.000 km  | Die Alaska-Patagonien-Tour                                      | 29 Zoll-Mountainbike Koga                             | Arbeit als Publizist, Sponsoren     |
| 2004–2005 | 05.300 km  | Deutschland – Türkei                                            | 29"-Mountainbike Koga                                 | Arbeit als Publizist, Sponsoren     |
| 2006–2007 | 08.000 km  | Cape to Cape Tour                                               | 29"-Mountainbike Koga                                 | Arbeit als Publizist, Sponsoren     |
| 2010–2012 | 30.000 km  | Von Norwegen bis nach Neuseeland („Zurück in die Zukunft“)      | 29"-Mountainbike Koga                                 | Arbeit als Publizist, Sponsoren     |
| 2013–2013 | 04.000 km  | Die Savannah Way Tour in Australien („Einmal oben rüber“)       | ?                                                     | Arbeit als Publizist, Sponsoren     |
| 2014–2015 | 16.500 km  | Australien-Umrundung                                            | Trekkingbike Herkelmann; Rohloff Speedhub             | Arbeit als Publizist, Sponsoren     |
| 1977–2016 | 239.700 km | Summe der vierzehn besonders großen Touren                      |                                                       |                                     |

## Veröffentlichungen

### Zeitschriften
Seit seiner zweiten großen Tour Anfang der 1980er Jahre berichtete Tilmann Waldthaler in Zeitschriftenbeiträgen über seine Reiseerlebnisse.

### Bücher
- Expeditionen mit dem Fahrrad. Moby Dick, Kiel 1989, ISBN 3-922843-41-7.
- Bergradtouren in Südtirol. Athesia, Bozen 1991, ISBN 88-7014-606-5.
- Südtiroler Bergradtouren für Geniesser. Athesia, Bozen 1993, ISBN 88-7014-718-5.
- Expeditionen mit dem Fahrrad – mit „Äquatour“. 2. Auflage. Moby Dick, Kiel 1994, ISBN 3-922843-89-1.
- Die Äqua-Tour. Hermann (u. a.), Markgröningen (u. a.) 1994, ISBN 3-929920-12-3.
- Biken nach Lust und Liebe – Südtirol. Athesia, Bozen 2000, ISBN 88-87272-06-9.
- mit Martin Gruber und Lorenz Psaier: Radfahren quer durch Südtirol. Athesia, Bozen 2003, ISBN 88-87272-48-4.
- Amerika von oben nach unten. Tilmann Waldthaler (Selbstverlag), Rheden 2003, ISBN 3-00-012139-0.
- mit Carlson Reinhard: Sieh diese Erde leuchten! Bielefelder Verlagsanstalt, Bielefeld 2008, ISBN 978-3-87073-432-9.
- mit Carlson Reinhard: Sieh diese Erde leuchten! Taschenbuch, Malik, 2009, ISBN 978-3-492-40357-3.
- mit Carlson Reinhard: Bei Sonne, Wind und Regen. Malik, 2011, ISBN 978-3-492-40424-2.
- mit Carlson Reinhard: Nordkap – Neuseeland. Malik, München 2012, ISBN 978-3-89029-425-4.
- mit Carlson Reinhard: Nordkap – Neuseeland (E-Book). Piper ebooks, München 2012, ISBN 978-3-492-95820-2.
- Outback – Mit dem Fahrrad quer durch Australien (E-Book). Piper ebooks, München 2014, ISBN 978-3-492-96659-7.
- Outback – Mit dem Fahrrad quer durch Australien. Malik, München 2015, ISBN 978-3-492-40546-1.

Neben diesen als Hauptautor veröffentlichten Titeln schrieb Tilmann Waldthaler Beiträge für verschiedene Sammelbände.